# Althexenagger
Althexenagger, auch Sauhof, ist als Gutshof ein Gemeindeteil von Altmannstein im oberbayerischen Landkreis Eichstätt und im Naturpark Altmühltal.

## Lage
Der heutige Gutshof Althexenagger, eine Einöde, liegt auf der Hochfläche der Fränkischen Alb nordwestlich des Gemeindesitzes und nordöstlich von Tettenwang. Von der im Schambachtal verlaufenden Staatsstraße 2231 zweigt zwischen Landerhof und Hanfstinglmühle eine Straße zu dem Hof ab.

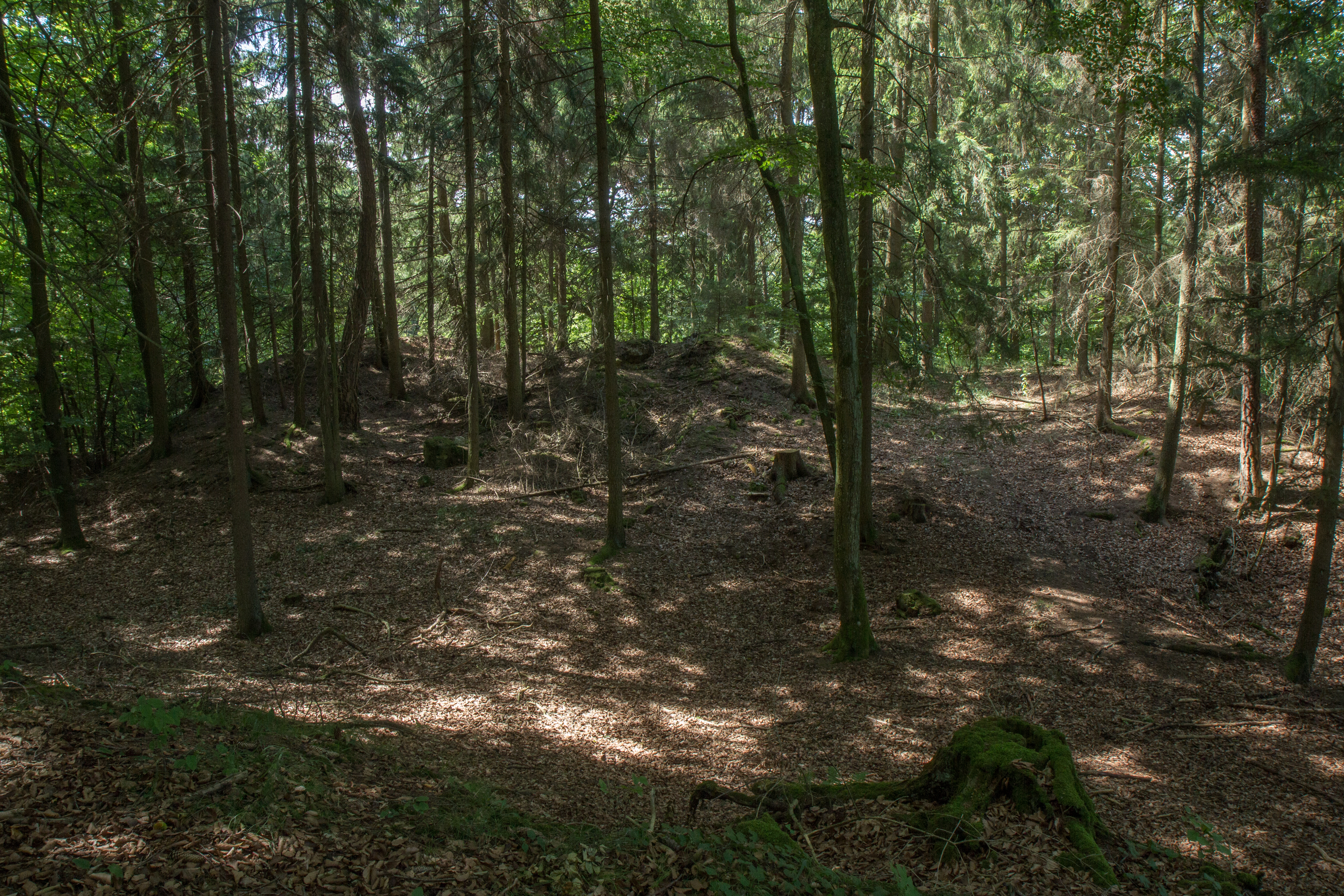
Burgstall Althexenagger: innerer Halsgraben und Kernburg (2013)

## Geschichte
1341 verkaufte Abt Konrad vom Kloster Biburg den Burgstall von Althexenagger an Heinrich von Hauzendorf; demnach gab es hier eine Burg, die zu diesem Zeitpunkt bereits zerstört war, von der aber Wälle und Gräben noch heute erkennbar sind. 1477 bestätigte Kaiser Friedrich III. Niklas, Herrn von Absberg, dessen Lehen, darunter auch Althexenagger und das Holz zu Althexenagger, genannt der „Mulperg“. 
1838 bestand die Einöde aus einem Haus mit acht Bewohnern.
Seit 1978 gehört Althexenagger, das der Gemeinde Tettenwang angehörte, zur Großgemeinde Altmannstein.

## Sehenswürdigkeiten
- Die katholische Kapelle St. Leonhard und St. Wendelin ist ein einfacher Bau des 17. Jahrhunderts mit einem Vorzeichen im Westen und einem Dachreiter mit Achteck und Kuppel. Zwischen zwei gedrehten Säulen, die mit Weinlaub und Früchten umwunden sind, und flankiert von zwei Figuren zeigt das Altarblatt aus der ersten Hälfte des 17. Jahrhunderts die beiden Kirchenpatrone. Die frühere Nebenkirche von Sollern (so noch im 19. Jahrhundert) gehört heute zur Pfarrei Tettenwang im Bistum Regensburg.
- Wacholdertal bei Althexenagger, ein Wacholderheide- und Trockenrasengebiet